# نبرد گرگوویا
نبرد گرگوویا (انگلیسی: Battle of Gergovia)، نبردی بین جمهوری روم به فرماندهی ژولیوس سزار و گل‌ها به رهبری ورسینگتوریکس که در سال ۵۲ قبل از میلاد در منطقه گرگوویا رخ داد که با پیروزی گل‌ها همراه بودو در این تعداد زیادی از رومیان کشته و زخمی شدند.